# Przedoły
Przedoły (biał. Перадолы; ros. Передолы) – wieś na Białorusi, w obwodzie witebskim, w rejonie głębockim, w sielsowiecie Podświle.
Dawniej używana nazwa – Peredoły.

## Historia
W czasach zaborów wieś w gminie Plissa, w powiecie dzisieńskim, w guberni wileńskiej Imperium Rosyjskiego. Pod koniec XIX wieku należała do dóbr skarbowych Peredoły.
W latach 1921–1945 wieś leżała w Polsce, w województwie wileńskim, w powiecie dziśnieńskim w gminie Plisa, a od 1929 roku w gminie Hołubicze.
Według Powszechnego Spisu Ludności z 1921 roku zamieszkiwały tu 229 osób, 73 było wyznania rzymskokatolickiego, 112 prawosławnego a 44 mojżeszowego. Jednocześnie 53 mieszkańców zadeklarowało polską a 176 białoruską przynależność narodową. Było tu 38 budynków mieszkalnych. W 1931 w 39 domach zamieszkiwało 261 osób.
Wierni należeli do parafii rzymskokatolickiej w Bobrowszczyźnie i prawosławnej w Hołubiczach. Miejscowość podlegała pod Sąd Grodzki w Głębokiem i Okręgowy w Wilnie; właściwy urząd pocztowy mieścił się w Hołubiczach.
W wyniku napaści ZSRR na Polskę we wrześniu 1939 miejscowość znalazła się pod okupacją sowiecką. 2 listopada została włączona do Białoruskiej SRR. Od czerwca 1941 roku pod okupacją niemiecką. W 1944 miejscowość została ponownie zajęta przez wojska sowieckie i włączona do Białoruskiej SRR.
Do 1960 roku w sielsowiecie Hołubicze
Od 1991 w składzie niepodległej Białorusi.